# Гасанов, Мурадбек
Мурадбек Гасанов (1985) — российский борец греко-римского стиля, призёр чемпионата России.

## Спортивная карьера
Является воспитанником махачкалинской СДЮШОР имени Али Алиева. Тренировался под руководством Арипа Абакарова. В декабре 2007 года на чемпионате ЮФО в Тырныаузе (Кабардино-Балкария) завоевал бронзовую медаль. В июне 2009 года на чемпионате России в Краснодаре в весовой категории до 96 кг на стадии 1/16 финала одолел Марата Хуштова, в 1/8 финала его соперник Никита Мельников не явился из-за травмы, в 1/4 финала уступил Константину Ефимову, так как Ефимов вышел в финал Гасанов в утешительном турнире одолел Гаджимурада Мустафаева, а в схватке за 3 место победил Дениса Шестова и завоевал бронзовую медаль.

## Спортивные результаты
- Чемпионат России по греко-римской борьбе 2009 — ;